# Les Nou Fonts
Les Nou Fonts és una font del terme municipal de Moià, de la comarca del Moianès.
Estan situades a 696 metres d'altitud, a la vall del Torrent Mal, al sud-oest de les Roques Foradades.